# Пйотрувек (Вроцлавський повіт)
Пйотрувек (пол. Piotrówek, нім. Petersdorf) — село в Польщі, у гміні Йорданув-Шльонський Вроцлавського повіту Нижньосілезького воєводства.
Населення — 211 осіб (2011).
У 1975-1998 роках село належало до Вроцлавського воєводства.

## Демографія
Демографічна структура станом на 31 березня 2011 року:
|          | Загалом | Допрацездатний вік | Працездатний вік | Постпрацездатний вік |
| -------- | ------- | ------------------ | ---------------- | -------------------- |
| Чоловіки | 107     | 20                 | 79               | 8                    |
| Жінки    | 104     | 17                 | 64               | 23                   |
| Разом    | 211     | 37                 | 143              | 31                   |